# Dromaeolus agriotoides
Dromaeolus agriotoides är en skalbaggsart som beskrevs av Sharp 1908. Dromaeolus agriotoides ingår i släktet Dromaeolus och familjen halvknäppare. Inga underarter finns listade i Catalogue of Life.